# Miss Rwanda 2015
Miss Rwanda 2015, 5e élection de Miss Rwanda, s'est déroulée le 22 février 2015 au Kigali Serena Hotel.
La gagnante, Doriane Kundwa, succède à Colombe Akiwacu, Miss Rwanda 2014.

## Classement final
| Titre            | Candidates                                  |
| ---------------- | ------------------------------------------- |
| Miss Rwanda 2015 | - Province du Nord - Doriane Kundwa         |
| 1re dauphine     | - Kigali - Vanessa Raissa Uwase             |
| 2e dauphine      | - Province de l'Est - Lynca Akacu           |
| 3e dauphine      | - Province de l'Est - Fiona Mutoni Naringwa |
| 4e dauphine      | - Province de l'Est - Balbine Mutoni        |

## Sélection nationale
Les quinze des vingt-cinq prétendantes au titre ont été sélectionnés pour participer à la finale. Elles ont été sélectionnées selon des critères évaluées en partie par le jury et le public :
- La beauté et l'apparence physique (30 %)
- Le podium (20 %)
- La façon dont les candidates interrogées répondent aux questions (30 %)
- Les votes du public par SMS (20 %)

Pendant la cérémonie, de nombreuses personnalités y étaient présentes tels que Adeliné Umubyeyi, Miss Rwanda USA 2014, Marlène Mutoniwase, 2e dauphine de Miss Rwanda 2014, Mouna Dukunde, Miss Province du Sud 2014 et du ministre des Sports et de la Culture rwandais, Joseph Habineza.
Après avoir été sélectionnées, les quinze candidates sélectionnées suivent une formation dans un camp d'entraînement pendant deux semaines au Lake Kivu Serena hotel à Rubavu. Elles sont formées par Sabrina Simbi, l'une des panelistes du jury pour la sélection nationale, qui devient la chorégraphe des concurrentes.

## Candidates
| Titre régional                         | Nom                       | Âge    | Taille | Élue le                   |
| -------------------------------------- | ------------------------- | ------ | ------ | ------------------------- |
| 2e dauphine de Miss Province du Sud    | Joannah Keza Bagwire      | 18 ans | 1,75 m | 17 janvier 2015 à Huye    |
| 1re dauphine de Miss Province du Sud   | Joelle Ruzigana Giriwanyu | 18 ans | 1,74 m | 17 janvier 2015 à Huye    |
| Miss Province de l'Est                 | Lynca Akacu               | 18 ans | 1,80 m | 18 janvier 2015 à Kayonza |
| 1re dauphine de Miss Province de l'Est | Fiona Mutoni Naringwa     | 20 ans | 1,70 m | 18 janvier 2015 à Kayonza |
| 3e dauphine de Miss Province de l'Est  | Balbine Mutoni            | 18 ans | 1,70 m | 18 janvier 2015 à Kayonza |
| Miss Kigali                            | Vanessa Raïssa Uwase      | 22 ans | 1,71 m | 24 janvier 2015 à Kigali  |
| 1re dauphine de Miss Kigali            | Belyse Hitayezu           | 20 ans | 1,79 m | 24 janvier 2015 à Kigali  |
| 3e dauphine de Miss Kigali             | Jane Mutoni               | 18 ans | 1,71 m | 24 janvier 2015 à Kigali  |
| Candidate de Miss Province de l'Ouest  | Darlene Edna Gasana       | 19 ans | 1,73 m | 11 janvier 2015 à Rubavu  |
| Candidate de Miss Province du Nord     | Colombe Uwase             | 19 ans | 1,70 m | 10 janvier 2015 à Musanze |
| Candidate de Miss Province du Nord     | Doriane Kundwa            | 19 ans | 1,74 m | 10 janvier 2015 à Musanze |
| Candidate de Miss Province de l'Ouest  | Colombe Uwase             | 19 ans | 1,70 m | 11 janvier 2015 à Rubavu  |
| Candidate de Miss Province de l'Ouest  | Flora Mutoniwase          | 21 ans | 1,73 m | 11 janvier 2015 à Rubavu  |
| Candidate de Miss Province de l'Ouest  | Vanessa Mpogazi           | 19 ans | 1,79 m | 11 janvier 2015 à Rubavu  |
| Candidate de Miss Province de l'Ouest  | Sabrina Ihozo             | 21 ans | 1,75 m | 11 janvier 2015 à Rubavu  |

## Déroulement de la cérémonie

### Jury
| Membre          | Notes                                                  |
| --------------- | ------------------------------------------------------ |
| Intore Massamba | Chanteur et musicien.                                  |
| John Bunyeshuli | Fondateur et directeur général de Kigali Fashion Week. |
| Cynthia Akazuba | Miss Kigali 2007 et Miss Afrique de l'Est 2009.        |
| Blanche Majoro  | Critique de monde.                                     |

### Prix attribués
| Prix                                | Nom                                        |
| ----------------------------------- | ------------------------------------------ |
| Miss Popularité (Miss Popularity)   | Province du Nord - Doriane Kundwa          |
| Miss Sympathie (Miss Congeniality)  | Province du Sud - Joannah Keza Bagwire     |
| Miss Héritage                       | Province de l'Ouest - Darlene Gasana       |
| Miss Photogénique (Miss Photogenic) | Province de l'Ouest - Sabrina Kalisi Ihozo |

## Observations